# Neoniphargidae
Neoniphargidae (лат.) — семейство ракообразных из отряда бокоплавов (Crangonyctoidea, Gammarida). Пресноводные эндемики Австралии.

## Описание
Тело латерально сжатое. Глаза хорошо развиты или отсутствуют, если присутствуют, то почковидные. Кальцеоли антенн 1—2 крангониктоидные (тип 9). Антенна 1 равна по длине антенне 2 или длиннее ее; стебельчатый членик 1 короче или длиннее членика 2; членик 2 длиннее членика 3; членик 3 короче членика 1; стебельчатые членики 1—2 неколенчатые; вспомогательный жгутик короткий.

## Классификация
Включает 7 родов и около 20 видов.
- Jasptorus Bradbury & Williams, 1997[5]
- Neocrypta Bradbury & Williams, 1997[5]
- Neoniphargus Stebbing, 1899 = Unimelita Sayce, 1901
- Tasniphargus Williams & Barnard, 1988[6]
- Wesniphargus Williams & Barnard, 1988[6]
- Wombeyanus Bradbury & Williams, 1997[5]
- Yulia Williams & Barnard, 1988